# غيموندن (فورا)
غموندن (ورا) (بالألمانية: Gemünden (Wohra)) هي مدينة و بلدة ألمانية تقع في ألمانيا في Waldeck-Frankenberg.[بحاجة لمصدر]

## المدن التوأمة
مدن Elsbethen و Illiers-Combray هي مدن توأمة لـغموندن (ورا).